# Приключения Капитана Марвела
Приключения Капитана Марвела (англ. Adventures of Captain Marvel) — американский чёрно-белый киносериал из 12 глав 1941 года, снятый компанией Republic Pictures. Этот сериал является адаптацией комиксов про одного из самых популярных на тот момент персонажей Капитана Марвела. Первая киноадаптация комикса про супергероя.
Приключения Капитана Марвела были 21-м из 66 серий фильмов, выпущенных Republic Pictures.

## Сюжет
В научной экспедиции в Таиланд молодой Билли Бэтсон получает возможность превратиться в супергероя Капитана Марвела от волшебника Шазама, который говорит ему, что его силы будут длиться только до тех пор, пока золотой идол находится под угрозой. Найдя идол, учёные осознают, что это, возможно, самое мощное оружие в мире. Они снимают линзы, которые питают его энергией, распределяя их между собой так, чтобы никто не смог использовать идола самостоятельно. Вернувшись в США, Билли Бэтсон, как Капитан Марвел, ведёт битву против злой фигуры в капюшоне, который надеется накопить все пять линз, тем самым получив контроль над сверхсильным оружием.

## Главы
1. Curse of the Scorpion (Проклятие Скорпиона) — 30 мин.
2. The Guillotine (Гильотина) — 16 мин.
3. Time Bomb (Тикающая бомба) — 17 мин.
4. Death Takes the Wheel (Смерть берёт штурвал) — 16 мин.
5. The Scorpion Strikes (Скорпион наносит удар) — 16 мин.
6. Lens of Death (Смертельные линзы) — 16 мин.
7. Human Targets (Человеческие мишени) — 17 мин.
8. Boomerang (Бумеранг) — 17 мин.
9. Dead Man’s Trap (Ловушка мертвеца) — 16 мин.
10. Doom Ship (Обречённый корабль) — 16 мин.
11. Valley of Death (Долина смерти) — 16 мин.
12. Captain Marvel’s Secret (Секрет Капитана Марвела) — 16 мин.

## В ролях
- Том Тайлер — Капитан Марвел
- Фрэнк Коглан — Билли Бэтсон
- Уильям "Билли" Бенедикт — Уитни Мерфи
- Луиза Карри — Бетти Уоллес
- Роберт Стрейндж — Джон Малкольм
- Гарри Ворф — профессор Лютер Бентли
- Брайянт Вошбёрн — Генри Карлайл (1-3 глава)
- Джон Дэвидсон — Tal Chotali
- Джордж Пемброк — доктор Стивен Лэнг (1-9 глава)
- Джордж Линн — профессор Дуайт Фишер (1-6 глава)
- Рид Хэдли — Рахман Бар (1, 11-12 глава)
- Джек Мулхолл — Джеймс Хауэихлл (1 глава)
- Кенне Дункан — Барнетт (2-10 глава)
- Найджел Де Брулир — Шазам (1 глава)
- Джон Багни — Коуэн (2-10 глава)
- Карлтон Янг — Мартин (3-9 глава)
- Лейланд Ходжсон — Майор Роули (1 глава)
- Стэнли Прайс — Оуэнс (3-5 глава)
- Эрнест Саррасино — Акбар (11-12 глава)
- Тецу Комай — Чан Лай (4 глава)

Других актёров и их роль можно посмотреть на IMDb

## Создатели
- Режиссёры: Джон Инглиш, Уильям Уитни.
- Сценаристы: Рональд Дэвидсон, Норман С. Холл, Арк Хит, Джозеф Ф. Поланд, Сол Шор, Си Си Бек, Билл Паркер.
- Продюсер: Хирам С. Браун мл.
- Композиторы: Сай Фойер, Росс ДиМаджио, Морт Гликман.
- Оператор-постановщик: Уильям Ноблс.
- Монтажёры: Уильям П. Томпсон, Тодд Эдвард.
- Декорации: Моррис Браун.
- Грим: Боб Марк.
- Управление производством: Mack D’Agostino, Аль Уилсон.
- Звукорежиссёры: Daniel J. Bloomberg, Чарльз Л. Лутенс.
- Художники по визуальным эффектам: Howard Lydecker, Теодор Лайдекер.

## Релиз
- США — 28 марта 1941
- Мексика — 18 июня 1941
- Испания (Мадрид) — 9 августа 1943
- Испания (Барселона) — 4 октября 1943
- Дания — 26 февраля 1953
- США — 15 апреля 1953 (повторный релиз)
- Португалия — 28 июня 1953

## Название
- Оригинальное название — Adventures of Captain Marvel
- Аргентина — Capitán Maravilla, el poderoso
- Бельгия — Kapitein Marvel и Le capitaine Marvel
- Бразилия — As Aventuras do Capitão Marvel
- Греция — O iptamenos magos
- Дания — Kaptajn Marvels bedrifter 1. del и Kaptajn Marvels bedrifter 2. del
- Испания — Aventuras del Capitán Maravillas
- Мексика — Capitán Maravilla
- Португалия — O Invencível Capitão Marvel
- Сербия — Pustolovine Kapetana Marvela
- СССР (русское название) — Приключения Капитана Марвела
- США — Return of Captain Marvel и Captain Marvel
- Чили — Capitán Maravilla, el poderoso

## Награды
- 2018 — номинирован на премию «Сатурн» за лучший DVD-сборник[4].